# Johann Heinrich Kindervater
Johann Heinrich Kindervater (auch Johannes Henricus Kindervater; * 4. April 1675 in Kelbra; † 2. Oktober 1726 in Nordhausen) war ein deutscher lutherischer Geistlicher, Theologe, Heimatforscher und Kirchenlieddichter.

## Leben

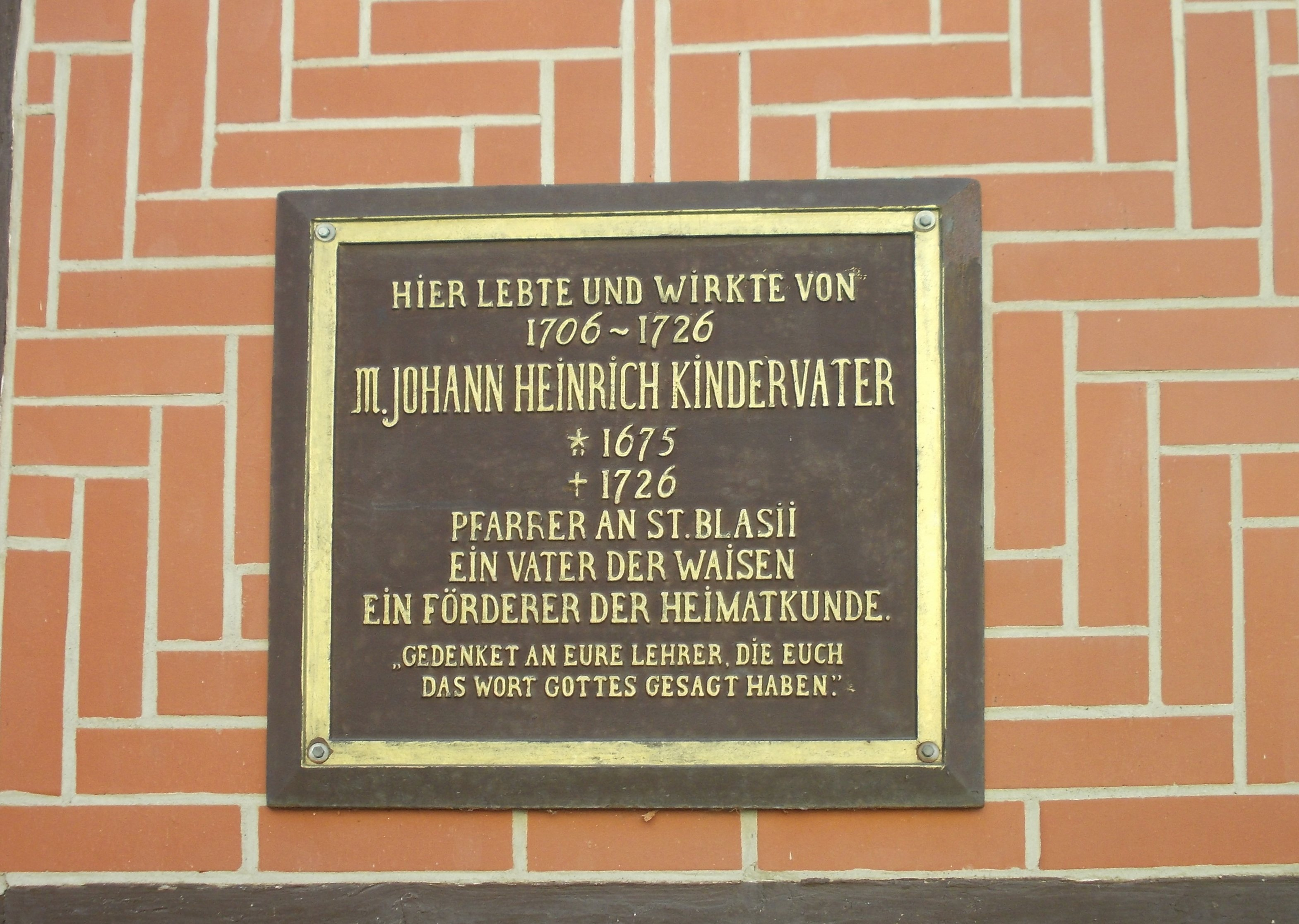
Gedenktal am Pfarrhaus von St. Blasii

Kindervater war Sohn eines Ratskämmerers in Kelbra. Er absolvierte die Schule von Frankenhausen, bevor er 1696 an die Universität Jena kam. Dort studierte er über 16 Semester sowohl Theologie als auch Philosophie. 1700 erlangte er den Magistergrad. 1703 kam er nach Erfurt und wurde Diakon an der Andreaskirche. Seine Wahl zum Pastor an der Erfurter Reglerkirche erfolgte 1706. Dort wirkte er jedoch nur 30 Wochen. Noch 1706 folgte er einem Ruf als Pastor an die St.-Blasii-Kirche nach Nordhausen.
Kindervater wurde neben seinem Amt als Pastor in Nordhausen Assessor des Konsistoriums und Inspektor und Administrator des Waisenhauses. Außerdem war er als Kirchenlieddichter tätig. Es sind zwölf Lieder von ihm bekannt. Darüber hinaus beschäftigte er sich mit dem Bestand der Bibliothek der St. Blasii-Kirche und vermehrte diesen, verfasste ein Nordhäuser Gelehrtenlexikon und arbeitete den Stadtbrand von Nordhausen 1712 chronistisch auf.
Kindervater war mit Sophia Elisabeth geb. Happe verheiratet. Er hatte mindestens sieben Kinder: Elisabeth, Johann Samuel, Johann Philipp, Margarete Gertrude, Johann Christoph, Johanna Elisabeth und Catharina Sophie.
Am Pfarrhaus der St. Blasii-Kirche ist eine Gedenktafel für ihn angebracht. Sein Grabmal befindet sich in der St. Blasii-Kirche.

## Werke (Auswahl)
- Curieuse Feuer- und Unglücks-Chronica, Neuenhahn, Nordhausen 1712.
- Nordhusa illustris, Freytag, Wolfenbüttel 1715.
- Arcana Bibliothecae Blasianae, Oder: Eigentliche Nachricht von der alten raren Bibliothec der Kirchen S. Blasii, Cöler, Nordhausen 1717.
- Die neue Engels-Brüderschafft als eine Veritable Quäckerey, Hoyer, Nordhausen 1719.
- Passio Christi Historico Metrica, Das ist, Kurtze Betrachtung Des Paßions-Liedes Jesu Leiden, Pein und Tod, Ritschel, Erfurt 1721.